# Heinrich Salmuth
 (septembre 2024).
Heinrich Salmuth (né le 2 mars 1522 à Schweinfurt, mort le 20 mars 1576 à Leipzig) est un théologien protestant allemand.

## Biographie
Le père de Salmuth s'appelle Georg Beringer, mais Heinrich prend le nom de son beau-père, Sebastian Salmuth. Il est élève de l'école de Schweinfurt, arrive à Leipzig à14 ans et y commence ses études. Après l'introduction de la Réforme protestante, son beau-père Johann Pfeffinger (de) devient surintendant à Leipzig, Salmuth reçoit un poste de pasteur en 1552 après avoir terminé ses études.
Il reçoit des doctorats de deux facultés et est nommé quatrième professeur de théologie en 1558. Après la mort de Pfeffinger en 1573, il lui succède en tant que premier professeur, surintendant de la ville de Leipzig et chanoine de Meissen. Cependant, en raison de sa mauvaise santé, il ne se montre pas en public. Il fait néanmoins des sermons que son fils Johann Salmuth (de) imprime à titre posthume en 1581. Il est mis à l’Index librorum prohibitorum par décret le 19 septembre 1718.
Il remet ainsi les sermons de catéchisme. Il existe également d'autres recueils de sermons de lui et de nombreuses disputes de ses étudiants. En général, c'est un Philippiste modéré. En 1557, il est visiteur général de la Thuringe. En 1565, il réorganise l'université d'Iéna.